# Carrer del Sindicat
El Carrer del Sindicat és un carrer comercial de la ciutat de Mallorca. Se situa al centre de la ciutat, i recorre 500 metres en direcció oest entre l'Avinguda d'Alexandre Rosselló i la Plaça Major.
És un carrer per a vianants on abunden els comerços, amb la qual cosa és un dels carrers més populars de la capital mallorquina, així com un reclam per als turistes. Històricament, era una de les vies més importants de la ciutat, carrer major durant el període musulmà i continuador del camí que duia de la ciutat romana a la porta de Sant Antoni i continuava per la carretera d'Inca, l'antic camí romà i camí reial, fins a Pol·lència / Alcúdia.
Pren el nom del Sindicat de Fora, la casa del qual estava situada en aquest carrer, entre els carrers d'en Móra i de Can Espanya. Abans de 1862, aquesta via tenia tres noms: de la porta de Sant Antoni fins al carrer de Sant Andreu rebia el nom de carrer de Sant Silvestre i Santa Coloma, per una antiga capella dedicada a aquests dos sants; del carrer de Sant Andreu fins al carrer d'en Rubí rebia el nom de carrer del Sindicat, del dit sindicat de Fora; i del carrer d'en Rubí al de la Bosseria rebia el nom de carrer de la Capelleria, pel fet que hi havia força botigues que venien capells.
Fins a començament del segle xx, aquest carrer no començava al carrer de la Bosseria ans un pèl més amunt, atès que a la placeta que formen aquests dos carrers en el seu encreuament hi hagué fins a 1902 una illeta, dita de Sant Cristòfol pel fet que hi havia hagut una capella dedicada en aquest sant. A la capella de Sant Cristòfol de la Bosseria s'hi digué missa tots els dies de precepte fins a l'any 1774, quan el bisbe la hi prohibí segons sembla per causa del fet que molts de veïns oïen la missa de casa seva estant, d'on es veia l'altar de la capella; de llavors ençà, només el dia de Sant Cristòfol s'hi deia missa. A mitjan segle xix la capella fou venuda a un particular i substituïda per habitatges, enderrocats el 1902 per formar la placeta actual, sense nom.